# Daichi Yamamoto
Daichi Barnett (nacido en 1993, Kioto, Japón) conocido como Daichi Yamamoto es un rapero y compositor japonés de ascendencia jamaiquina, en 2019 lanzó su álbum de estudio debut Andless a través del sello discográfico Jazzy Sport. Yamamoto se dio a conocer gracias a la plataforma SoundCloud. Estudió también arte interactivo en la Universidad de las Artes en Londres titulándose en 2012.

## Discografía

### Álbumes de estudio
| Título    | Detalles de álbum                                                                                          |
| --------- | --- |
| Andless   | - Publicación: 4 de septiembre de 2019 - Sello: Jazzy Sport - Formato: descarga digital, CD, streaming, LP |
| WHITECUBE | - Publicación: 16 de junio de 2021 - Sello: Jazzy Sport - Formato: descarga digital, CD, streaming, LP     |

### Mixtape
| Título                     | Detalles de álbum                                                                                                   |
| -------------------------- | --- |
| WINDOW (con Aaron Choulai) | - Publicación: 18 de julio de 2018 - Sellos: Jazzy Sport, P-Vine Records - Formato: descarga digital, CD, streaming |

### EPs
| Título              | Detalles de álbum                                                                                |
| ------------------- | ------------------------------------------------------------------------------------------------ |
| Elephant in my Room | - Publicación: 12 de agosto de 2020 - Sello: Jazzy Sport - Formatos: descarga digital, streaming |

## Sencillos
| Título                        | Año  | Álbum               |
| ----------------------------- | ---- | ------------------- |
| «Shanghai Band»               | 2019 | Sencillo sin álbum  |
| «Escape»                      | 2019 | Sencillo sin álbum  |
| «She II» (con jjj)            | 2019 | Andless             |
| «Let It Be» (con Kid Fresino) | 2019 | Andless             |
| «Blueberry»                   | 2020 | Elephant in my Room |
| «Paradise» (con mabanua)      | 2020 | Sencillo sin álbum  |
| «Kill Me»                     | 2021 | WHITECUBE           |
| «Maybe»                       | 2021 | WHITECUBE           |

### Como artista invitado
| Título                                                            | Año  | Álbum                 |
| ----------------------------------------------------------------- | ---- | --------------------- |
| «Foolish» (de Haloez y Qunimune)                                  | 2018 | Sencillo sin álbum    |
| «Mirrors» (de STUTS con Chinza Dopeness y SUMIN)                  | 2020 | Contrast              |
| «Soul» (de Ume)                                                   | 2021 | Feelings EP           |
| «Presence IV» (de STUTS, Takako Matsu y 3exes con Ryûhei Matsuda) | 2021 | Presence              |
| «Til' Of Summer» (de Grooveman Spot con Kzyboost)                 | 2021 | LUV 4 ME              |
| «Snail» (de Ryu Matsuyama)                                        | 2021 | And Look Back         |
| «Reconnect» (de Yaffle con AAAMYYY)                               | 2021 | Pokémon 25: The Album |